# ميقونة باسيفيكية
ميقونة باسيفيكية (الاسم العلمي:Mucuna pacifica) هي نوع من النباتات تتبع جنس الميقونة من الفصيلة البقولية.